# Les Anneaux de Bicêtre (téléfilm)
Pour les articles homonymes, voir Les Anneaux de Bicêtre (homonymie).
Pour plus de détails, voir Fiche technique et Distribution.
Les Anneaux de Bicêtre est un téléfilm français réalisé par Louis Grospierre, diffusé en 1977 et adapté du roman éponyme de Georges Simenon.

## Synopsis
À cinquante ans, René Maugras (Michel Bouquet) a tout perdu. Ce riche patron de presse est tombé dans le coma et a été hospitalisé d'urgence. Il est sorti, depuis, de son état de santé inquiétant mais reste incapable de bouger et de communiquer. Il doit de plus commencer une rééducation qui s'avère particulièrement humiliante. Heureusement pour lui il y a Blanche (Claude Jade), son infirmière, qui l'entoure d'affection. Blanche prend son cas à cœur…

## Fiche technique
- Titre original : Les Anneaux de Bicêtre
- Réalisation : Louis Grospierre
- Directeur de la photographie : Jean-Louis Picavet
- Date de diffusion :  France : 5 janvier 1977

## Distribution
- Michel Bouquet : René Maugras
- Claude Jade : Blanche Chavannes
- Dani : Lina, la femme de Maugras
- Bernard Dhéran : Dr Besson
- Gérard Buhr : Professeur Audoire
- Jean-Pierre Castaldi : Gaston Gobet, médécin et l'ami de Blanche
- Roland Dubillard : Claubaud
- Catherine Salviat : Colette, la fille de Maugras
- Maurice Vallier : Fernand Kohler
- Maud Rayer : la mère de Maugras
- Pierre Negre : le père de René Maugras
- Juliette Carré : Angela, l'infirmière du dimanche
- Juliette Faber : l'infirmière chef
- Monique Garnier : l'infirmière de nuit
- Marion Hänsel : Marcelle, la 1re femme de René Maugras
- Arlette Emmery : une prostituée
- Christiane Chatelain : Hélène Portal
- Yvon Lec : un malade
- Jean-Yves Gautier : l'interne